# Impasse des Jardiniers
L'impasse des Jardiniers est une voie du 11e arrondissement de Paris, en France.

## Situation et accès
L'impasse des Jardiniers est une voie publique située dans le 11e arrondissement de Paris. Elle débute au 215 bis-219, boulevard Voltaire et se termine rue Guénot et place Marie-José-Nicoli.

## Origine du nom

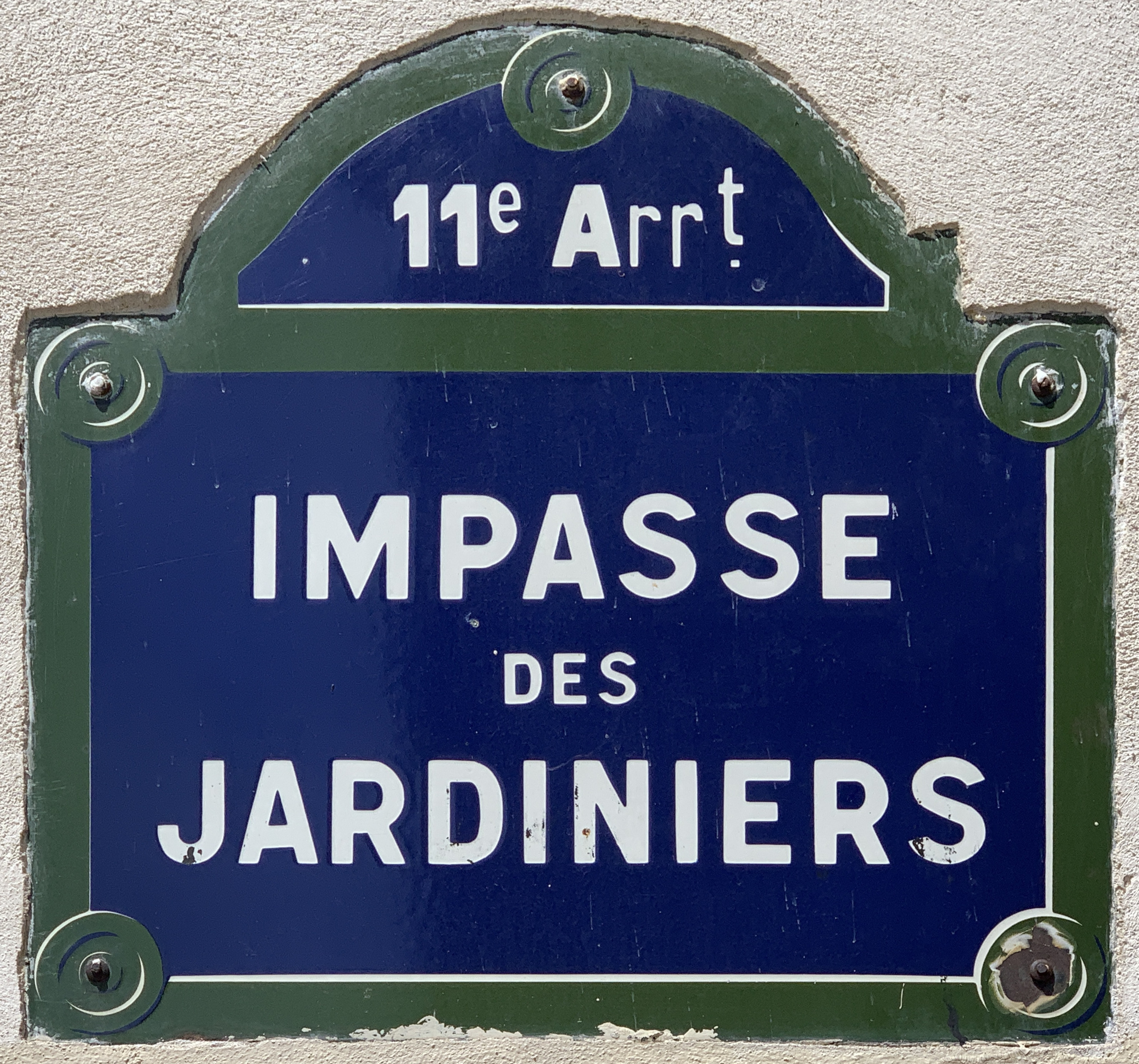
Plaque de l'impasse.

Elle porte ce nom car elle est située dans un ancien quartier de cultures maraîchères.